# Festival Eurovisão de Jovens Dançarinos 2019
O Festival Eurovisão de Jovens Dançarinos 2019 (em inglês: Eurovision Young Dancers 2019) seria o décimo-sexta Festival Eurovisão de Jovens Dançarinos a realizar-se no final do ano de 2019. Este festival foi cancelado pela UER porque não havia nenhuma televisão pública que o quisesse fazê-lo nem nenhum lugar para realizar-lo.
O evento é destinado a jovens bailarinos com idades entre 16 e 21 anos, competindo em danças modernas, seja sozinho ou em pares, enquanto eles não se dedicarem profissionalmente á dança.

## Lista de países provisoriamente confirmados
| País participante    | Artista | Coreógrafo(s) | Processo                                                | Data da seleção |
| Canais transmissores | Dança   | Coreógrafo(s) | Processo                                                | Data da seleção |
| -------------------- | ------- | ------------- | ------------------------------------------------------- | --------------- |
| Malta                | -       | -             | Malta no Festival Eurovisão de Jovens Dançarinos 2015   | -               |
| PBS                  | -       | -             | Malta no Festival Eurovisão de Jovens Dançarinos 2015   | -               |
| Polónia              | -       | -             | Polónia no Festival Eurovisão de Jovens Dançarinos 2019 | -               |
| TVP                  | -       | -             | Polónia no Festival Eurovisão de Jovens Dançarinos 2019 | -               |

## Outros países
A elegibilidade para participação em potencial no festival Eurovisão da Canção requer uma emissora nacional com participação ativa na UER, que poderá transmitir o Festival através da rede Eurovisão.
Os seguintes países participaram em 2019, mas não houve informações até à data sobre a sua participação em 2017:
- Alemanha
- Eslovénia
- Noruega
- Portugal
- Chéquia
- Suécia